# مهرجان الورد والفاكهة
مهرجان الورد والفاكهة هو مهرجان ثقافي تراثي زراعي سياحي يقام كل عام ابتداءً من 2013 برعاية من أمير منطقة تبوك فهد بن سلطان بن عبد العزيز رئيس مجلس التنمية السياحية، ولمدة عشرين يومًا بمنتزه الأمير فهد بن سلطان بمدينة تبوك بمساحة تتجاوز 100 ألف مربع، ويستقبل المهرجان أكثر من 80 ألف زائر، حيث يحتوي المهرجان على أكثر من مليون ومائة وخمسين ألف زهرة ومئتي مجسم مصنوع من الورد الطبيعي، وشارع الفن التشكيلي والذي يضم رسومات تتجاوز 45 رسمة، وبمشاركة العديد من الأجهزة الأمنية والحكومية وعدد من الجمعيات، وبمشاركة دولية من روسيا وطاجكستان وأوزبكستان وأوكرانيا ومصر.

## أركان المهرجان
- جناح رئاسة أمن الدولة.[7]
- جناح المديرية العامة للسجون.
- جائزة سمو الأمير فهد بن سلطان للمزرعة النموذجية.[8]
- جناح هيئة حقوق الإنسان.[9]
- الأسر المنتجة.[10]
- المنتجات الزراعية.[11]
- جناح دعم موهوبي الرسم التشكيلي.
- معرض الفنون البصرية.[12]
- جناح أمانة منطقة تبوك.[13]
- ركن التصوير الفوتوغرافي.[14]
- الغرفة التجارية.
- فرع وزارة العمل والتنمية الاجتماعية.
- شركة المياه الوطنية.[15]
- رابطة تبوك الخضراء.

## فعاليات المهرجان
- مزاد الفواكه.
- لوحة شهداء الوطن.[16]
- حديقة الفراشات.
- حديقة الطيور الناطقة والنادر..[17]
- جادة الفنون.
- فلكلورات شعبية.
- مسرح الطفل.
- السيرك العالمي.
- أجنحة طيور الظلام الروسية.
- عروض مسرحية.
- فعاليات تسوق وترفيه.
- عروض الشخصيات الكرتونية.
- فرق الدبابات.
- السيارات الرياضية والمعدلة.
- سجادة الورد المكونة من أكثر من مليون شتلة
- خيمة العارضين.
- المسرح التثقيفي.[18]
- أمسيات شعرية.
- عروض إنشادية.
- ورش الخط العربي.
- مسابقة أجمل صورة للمهرجان.
- أكلات شعبية.
- مشغولات يدوية. [19]
- عرض الصقور السعودية.
- المرسم الحر.[20]